# Хмелень
Хмелень (пол. Chmieleń, нім. Langwasser) — село в Польщі, у гміні Любомеж Львувецького повіту Нижньосілезького воєводства.
Населення — 517 осіб (2011).
У 1975-1998 роках село належало до Єленьоґурського воєводства.

## Демографія
Демографічна структура станом на 31 березня 2011 року:
|          | Загалом | Допрацездатний вік | Працездатний вік | Постпрацездатний вік |
| -------- | ------- | ------------------ | ---------------- | -------------------- |
| Чоловіки | 265     | 46                 | 204              | 15                   |
| Жінки    | 252     | 51                 | 156              | 45                   |
| Разом    | 517     | 97                 | 360              | 60                   |